# 竪山博之
竪山 博之（たてやま ひろゆき、1963年11月- ）は、日本の演出家・脚本家・俳優。本名同じ。鹿児島県 鹿児島市出身。イトーカンパニーを経て、2013年から中村栄子事務所所属。
身長172cm、体重67kg。南日本放送の社長・会長を歴任した竪山博美は父。

## 来歴
鹿児島県立鶴丸高等学校2年の時に、母親を亡くしたことが動機で俳優を目指す。高校卒業後、大学進学のために上京。一浪するも、俳優養成所へ入所。1984年に日生劇場で上演の、蜷川幸雄演出『にごり江』で初舞台。同年は、同じく蜷川幸雄演出の『元禄港歌』に出演する。その後、音楽制作会社のサラリーマンを経て、俳優に復帰。1988年、鶴丸高校の先輩で、TBSの大山勝美演出、東芝日曜劇場『南の家族』に出演。東南アジアの若者のために、農業研修制度を設立する佐藤信二を演じる。以降、テレビドラマに活動の場を移す。
テレビ朝日で、深夜に放送されていたネオドラマや、TBSの『HOTEL』などに出演。1992年には、青山劇場で上演のミュージカル『ゴールデンボーイ』で、主人公ジョーの唯一の理解者で、ボクシングのトレーナー、トキオを演じる。
1993年放送のNHKの大河ドラマ『琉球の風』では、郷土の殿様島津家久を演じる。翌1994年に出演した（放送は1996年）『陽はまた昇る』（フジテレビ）の桂小五郎役を最後に、俳優を引退、演出家に転身。テレビドラマの企画や、スポーツイベント、下北沢駅前劇場など小劇場での舞台演出を手掛ける。同時に演劇学校を設立。当時、所属していたイトーカンパニーの後輩たちに芝居を教える。
東京の鹿児島県人会青年部や、同窓会の幹事を務めるなど、社会活動も活発だったが、2005年、劇評執筆のために渡仏。パリオペラ座のバレエや、アヴィニョン演劇祭、パリコレや、シャンパーニュに至るまで、フランスの芸術や文化について、日本の新聞や、インターネットサイトに執筆。2006年の帰国後は、鹿児島市在住。
鹿児島では、鹿児島県文化振興財団主催の演劇ワークショップの講師、『ラジオ朗読劇 椋鳩十の世界』（南日本放送）の脚本・演出、中村栄子事務所や、サンミュージックアカデミー鹿児島校での演技指導、映画やテレビドラマのキャスティング、イタリアの音楽家ジョヴァンニ・アレヴィの鹿児島公演プロデュース、トークショーやファッションショーの企画、鹿児島女子短期大学や、志學館大学での講義等、鹿児島の文化・芸術に貢献。
2019年1月には、鹿児島県文化振興財団主催の、鹿児島明治維新博 県民による創作演劇『西郷どんがやって来た 〜あとを継ぐ者〜』の、脚本・演出を担当。好評を博した。
近年は、映画の仕事が多く、2018年公開の『かぞくいろ』では、鹿児島弁の監修と方言指導を、2019年公開の『あまのがわ』では、俳優として久しぶりに演技を披露した。

## 人物
小学校、中学校では、鹿児島市の陸上競技大会に出場するなどスポーツが得意だった。鶴丸高校野球部OBの父親の影響で、たまたま在籍した野球部は、夏の鹿児島県大会で決勝へ。
30歳で始めたサッカーは、自らチームを作るほど。フジテレビの極真空手同好会の会員でもあった。
クラシック音楽の愛好家でもあり、趣味はチェロ演奏。ロックも好きで、デヴィッド・ボウイのファン。フランス滞在の影響もあり、絵画やファッションにも造詣が深い。
自動車免許は40歳で取得したが、ペーパードライバー。
特定非営利活動法人劇場計画かごしま理事長。霧島国際音楽祭鹿児島友の会事務局長。

## 出演

### 舞台
- にごり江（1984年、東宝・日生劇場）
- 元禄港歌（1984年、東宝・帝国劇場）
- ゴールデンボーイ（1992年、青山劇場）トキオ役

### テレビドラマ
- 南の家族（黒柳慎一名義、1988年、TBS・東芝日曜劇場）佐藤信二役
- 犬が裁いた愛（黒柳慎一名義、1990年、日本テレビ、水曜グランドロマン）
- ホテル開業（黒柳慎一名義、1990年、TBS）沖役
- ふぞろいの林檎たちIII（黒柳慎一名義）1991年、TBS）フィアンセ役
- 太平記（1991年、NHK、大河ドラマ）桃井直常家臣役
- WONDERer ー想い出にしときゃよかったー（1992年、日本テレビ）菅井兼吾役
- 世にも奇妙な物語『スローモーション』（1992年、フジテレビ）田中さん役
- また逢う日まで女の春（1992年、日本テレビ、木曜ゴールデン劇場）新聞記者役
- アンバランス（1993年、テレビ朝日、ネオドラマ）智也役
- はだかの刑事『幼なじみ』（1993年、日本テレビ）若い男役
- 少女の微熱（1993年、テレビ朝日、ネオドラマ）坂本役
- 琉球の風（1993年、NHK、大河ドラマ）島津忠恒（家久）役
- ヘルプ（1995年、フジテレビ）
- 陽はまた昇る（1996年、フジテレビ）桂小五郎役
- THEナンバー2 〜歴史を動かした陰の主役たち〜（2012年、BS-TBS）調所笑左衛門役

### 映画
- 花のあすか組（1988年）
- ヤング・ジャパン 〜開港風雲録〜（1989年）
- あまのがわ（2019年）古井戸守役